# Marvin Porter
Marvin Porter (* 3. April 1924; † 4. November 2002) war ein US-amerikanischer Automobilrennfahrer aus Lakewood (Kalifornien). Er bestritt zwischen 1957 und 1967 34 Rennen in der NASCAR Grand National Series. Er gewann in dieser Zeit zwei davon, beide auf Ford. Seine Durchschnittsplatzierung beträgt 18,5.